# Norvegia ai Giochi della XXI Olimpiade
La Norvegia partecipò ai Giochi della XXI Olimpiade che si sono svolti a Montréal dal 17 luglio al 1º agosto 1976, con una delegazione di 66 atleti impegnati in 11 discipline per un totale di 44 competizioni. Portabandiera alla cerimonia di apertura fu Leif Jensen, alla sua terza Olimpiade, già medaglia d'oro a Monaco di Baviera 1972 nel sollevamento pesi.
Il bottino della squadra fu di una medaglia d'oro e una d'argento, entrambe conquistate nel canottaggio.

## Medaglie
| Medaglia | Nome                                                 | Sport       | Evento        |
| -------- | ---------------------------------------------------- | ----------- | ------------- |
| Oro      | Alf Hansen Frank Hansen                              | Canottaggio | Due di coppia |
| Argento  | Finn Tveter Rolf Andreassen Arne Bergodd Ole Nafstad | Canottaggio | Quattro senza |